# Ԍ
Komi Sje (Ԍ, ԍ; cursiva:   Ԍ, ԍ   ) es una letra del alfabeto molodtsov, una versión del alfabeto cirílico que se usó para escribir el idioma komi en la década de 1920. Representaba la fricativa alveolo-palatal sorda  / ɕ /. Algunas de sus formas son similares a la letra G latina  (G, g     G, g  ), pero está más relacionada a la letra C del alfabeto latino.

## Códigos de computación
| Carácter      | Ԍ                           | Ԍ                           | ԍ                                 | ԍ                                 |
| ------------- | --------------------------- | --------------------------- | --------------------------------- | --------------------------------- |
| Unicode       | MAYÚSCULA CIRÍLICA KOMI SJE | MAYÚSCULA CIRÍLICA KOMI SJE | LETRA MINÚSCULA CIRÍLICA KOMI SJE | LETRA MINÚSCULA CIRÍLICA KOMI SJE |
| Codificación  | decimal                     | hex                         | decimal                           | hex                               |
| Unicode       | 1292                        | U+050C                      | 1293                              | U+050D                            |
| UTF-8         | 212 140                     | D4 8C                       | 212 141                           | D4 8D                             |
| Ref. numérica | &#1292;                     | &#x50C;                     | &#1293;                           | &#x50D;                           |